# Errol Kerr
Errol Kerr (ur. 12 kwietnia 1986 w Brooklynie) – jamajski narciarz dowolny, specjalizujący się w skicrossie.

## Osiągnięcia

### Igrzyska olimpijskie
| Miejsce | Dzień     | Rok  | Miejscowość | Konkurencja | Zwycięzca      |
| ------- | --------- | ---- | ----------- | ----------- | -------------- |
| 9.      | 21 lutego | 2010 | Vancouver   | Skicross    | Michael Schmid |

### Mistrzostwa świata
| Miejsce | Dzień    | Rok  | Miejscowość | Konkurencja | Zwycięzca             |
| ------- | -------- | ---- | ----------- | ----------- | --------------------- |
| 10.     | 2 marca  | 2009 | Inawashiro  | Skicross    | Andreas Matt          |
| 28.     | 4 lutego | 2011 | Deer Valley | Skicross    | Christopher Del Bosco |

### Puchar Świata

#### Miejsca w klasyfikacji generalnej
- 2007/2008 – 83.
- 2008/2009 – 128.
- 2009/2010 – 114.